# Robert M. Kingdon
Robert M. Kingdon (Chicago, 29 dicembre 1927 – Madison, 3 dicembre 2010) è stato uno storico statunitense.

## Biografia
Robert M. Kingdon ha compiuto la sua formazione universitaria presso l'Oberlin College prima di passare alla Columbia University, dove ha conseguito un dottorato con il famoso storico del periodo Tudor Garrett Mattingly.
Insegnò successivamente all'University of Massachusetts Amherst, all'Università dell'Iowa e all'Università del Wisconsin, dove rimase dal 1965 fino al pensionamento.
Insieme ai suoi lavori rivoluzionari sulla Riforma a Ginevra e sulla diffusione del protestantesimo in Francia, Kingdon ha esercitato un'enorme influenza sullo studio della prima età moderna fondando la Sixteenth Century Society and Conference e il Sixteenth Century Journal.
Kingdon ha curato l'edizione sia del fondamentale trattato di Teodoro di Beza Du droit des magistrats, redatto e pubblicato dopo la Strage di san Bartolomeo, sia del breve libello Question politique: S'il est licite aux subjects de capituler avec leur Prince, pubblicato anonimo anteriormente al 1570 e attribuito al giurista Jean de Coras. Si è occupato del pensiero di Pietro Martire Vermigli in The Political Thought of Peter Martyr Vermigli, Genève 1980, con la pubblicazione dei testi dell'esilio.

## Opere
- (EN) Robert M. Kingdon, Geneva and the Coming of the Wars of Religion in France, 1555-1563, Ginevra, Librairie Droz, 1956.
- (EN) Robert M. Kingdon, Geneva and the Consolidation of the French Protestant Movement, 1564-1571, Ginevra, Librairie Droz, 1967.
- (EN) Robert M. Kingdon, Myths about the St. Bartholomew's Day Massacres, 1572-1576, Cambridge, Harvard University Press, 1988, ISBN 9780674182202.
- (EN) Robert M. Kingdon, Adultery and Divorce in Calvin's Geneva, Cambridge, Harvard University Press, 1995, ISBN 9780674005211.